# Aria (Asia)
| Recensione              | Giudizio      |
| ----------------------- | ------------- |
| AllMusic                | [ 1 ]         |
| Sputnikmusic            | 2.5 (Average) |
| Dizionario del Pop-Rock | [ 3 ]         |
| 24.000 dischi           | [ 4 ]         |
| Progarchives.com        | [ 5 ]         |

Aria è il quinto album discografico del gruppo rock britannico Asia, pubblicato dall'etichetta discografica Bullet-Proof Records nell'aprile del 1994.

## Tracce
1. Anytime – 4:52 (Geoff Downes, John Payne)
2. Are You Big Enough? – 4:03 (Geoff Downes, John Payne)
3. Desire – 5:17 (Geoff Downes, John Payne, Andy Nye)
4. Summer – 4:01 (Geoff Downes, John Payne)
5. Sad Situation – 3:57 (Geoff Downes, John Payne)
6. Don't Cut the Wire (Brother) – 5:14 (Geoff Downes, John Payne)
7. Feels Like Love – 4:47 (Geoff Downes, John Payne)
8. Remembrance Day – 4:16 (Geoff Downes, John Payne)
9. Enough's Enough – 4:33 (Geoff Downes, John Payne)
10. Military Man – 4:09 (Geoff Downes, John Payne)
11. Aria – 2:23 (Geoff Downes, John Payne, Andy Nye)

Edizione CD del 2012, pubblicato dalla Sony Records (SICP 20418)
1. Anytime (Geoff Downes, John Payne)
2. Are You Big Enough? (Geoff Downes, John Payne)
3. Desire (Geoff Downes, John Payne, Andy Nye)
4. Summer (Geoff Downes, John Payne)
5. Sad Situation (Geoff Downes, John Payne)
6. Don't Cut the Wire (Brother) (Geoff Downes, John Payne)
7. Feels Like Love (Geoff Downes, John Payne)
8. Remembrance Day (Geoff Downes, John Payne)
9. Enough's Enough (Geoff Downes, John Payne)
10. Military Man (Geoff Downes, John Payne)
11. Aria (Geoff Downes, John Payne, Andy Nye)
12. Reality (Geoff Downes, John Payne) – Bonus Track
13. Military Man (Acoustic) (Geoff Downes, John Payne) – Bonus Track

## Formazione
- Geoff Downes - tastiere
- John Payne - voce solista, accompagnamento vocale, basso, chitarra
- Al Pitrelli - chitarre
- Michael Sturgis - batteria

Note aggiuntive
- Geoff Downes e John Payne - produttori
- Registrazioni effettuate al Parkgate Studio di Battle, Sussex, Inghilterra ed al Maison Rouge di Londra (Inghilterra)
- Andy Reilly - ingegnere delle registrazioni
- Mixaggio effettuato al Les Ballons du Chien Studios di Oxon, Inghilterra
- Gary Stevenson - ingegnere mixaggio
- Ben Jones e Douglas Cook - assistenti ingegneri
- Roger Dean - design copertina e dipinto copertina
- Paul Rider - fotografie
- Brian Burrows - sleeve layout, typeography[7]